# 피엔차
피엔차(이탈리아어: Pienza)는 이탈리아 토스카나주 시에나도에 있는 코무네다. 피렌체에서 남동쪽 110km, 시에나에서 남동쪽 60km 거리에 있다.
피엔차 역사 지구는 1996년에 유네스코가 지정한 세계유산에 선정되었고, 2004년에는 발 도르차 계곡 전역이 세계 자연 유산으로 등재됐다.

## 역사
피엔차는 본래 코르시냐노(Corsignano)라고 불리던 마을이 재건된 곳이며, 시에나에서 추방당한 귀족이자 르네상스 인문주의자이자 이후에 교황 비오 2세가 된 에네아 실비오 피콜로미니(Enea Silvio Piccolomini)가 태어난 곳이다. 그가 교황으로 선출되자, 피콜로미니 가문은 마을 전체를 이상적인 르네상스 마을로 재건했다.

## 주요 명소

### 피콜로미니 광장
피엔차시의 중심인 피콜로미니 광장은 네 건물로 둘러싸인 사다리꼴 광장이다. 왼편에 있는 피콜로미니 궁전 (Palazzo Piccolomini)은 주된 대저택이다. 벽기둥과 돌림띠층과 이어져 있는 3층 구조로, 이중으로 밝힌 십자형 창문이 각 후미에 자리해 있다. 이런 구조는 알베르티가 지은 피렌체 소재의 루첼라이 궁전과 그 이후 시기의 다른 궁전과 유사하다. 눈여겨볼 부분은 궁전 내부이다. 동쪽 궁전 뒷편은 전 3층에 있는 로자가 구역을 구분짓는데, 저택에 둘러싸인 자르디노 알리탈리아나 시대에 변형된 이탈리아 르네상스 정원과, 발도르차의 먼 풍경과 교황 비오 10세에게 사랑받았던 그 너머의 아미아타산이 있는 멋진 전망을 볼 수 있다. 이 정원 아래에는 100필의 말을 들여놓던 아치형 지붕의 마구간이 있다.

### 두오모
광장 중심부를 장악하고 있는 두오모 (Duomo →대성당)는 초창기 르네상스 방식으로 설계된 외관을 갖고 있다.